# Platja de ses Guiules
La platja de ses Guiules és una platja urbana del municipi de Cadaqués (Alt Empordà), situada entre la platja des Pianc i la platja de ses Oliveres. És la platja més petita de la badia de Cadaqués. Orientat al sud, amb tendència al sud-oest, el Racó de ses Guiules, a ran del passeig marítim, està envoltat per roques de 4 ó 5 metres que cauen en vertical sobre la diminuta platja formada per còdols, que pot desaparèixer temporalment en funció de l'onatge. S'hi accedeix per unes escales d'obra. A pocs metres cap al sud-est hi ha el Moll del Colom, que pertany a l'edifici El Colom.
La guiula és un peix molt comú en aquesta costa.